# Ostoros-patak
Az Ostoros-patak a Bükk-vidék területén található. A Novaji-patak Mezőkövesdnél torkollik bele a Zsóri városrésztől északra.

## Lefolyása
Az Ostoros-patak a Bükk-vidéken ered. A forrásától délnek veszi útját és átvágva az Egri-Bükkalja dimbes-dombos vidékén az Alföld északi peremvidékén folytatja útját Mezőkövesd határáig. Ostoros mellett a patakon víztározót hoztak létre, mely halászati célokat is szolgál. A patakba Mezőkövesdtől északnyugatra torkollik bele a Novaji-patak (9 km; 33 km2; 0,06 m3/s) 122,5 méteres tengerszint feletti magasságban. A patak Mezőkövesd Zsóri városrészét (tengerszint feletti magasság: 117 méter) követően egy rövid szakaszon Heves és Borsod-Abaúj-Zemplén vármegyék közt határfolyóként szolgál.
A patak végül Mezőszemere közelében ömlik a Rimába, mintegy 100 méteres tengerszint feletti magasságban.
A patak érinti a Bükki Nemzeti Park területét, illetve az Ostoros-Novaji gyepek helyi jelentőségű védett természetvédelmi területet, melynek 159 hektáros területe 2001 óta védett.

### Vízrajzi adatai
A patak teljes hossza 30,4 km. Vízgyűjtő területe 105,6 km2. Közepes vízhozama Ostorostól 3,2 km-re D-re 0,07 m3/s (a szelvényhez tartozó vízgyűjtő 27,8 km2), a torkolatnál 0,17 m3/s (Sokévi átlagos (1971-2000): 0,191 m3/s). A legkisebb vízhozama 0,05 m3/s, a legnagyobb 30 m3/s között váltakozik a torkolatánál.

## Állatvilága
A patak halfaunáját a következő halak alkotják: domolykó (Leuciscus cephalus), kövi csík (Barbatula barbatula), küsz (Alburnus alburnus), razbóra (Pseudorasbora parva), tiszai küllő (Gobio carpathicus), vágó csík (Cobitis elongatoides), vörösszárnyú keszeg (Scardinius erythrophthalmus).

## Védett területek a patak mentén

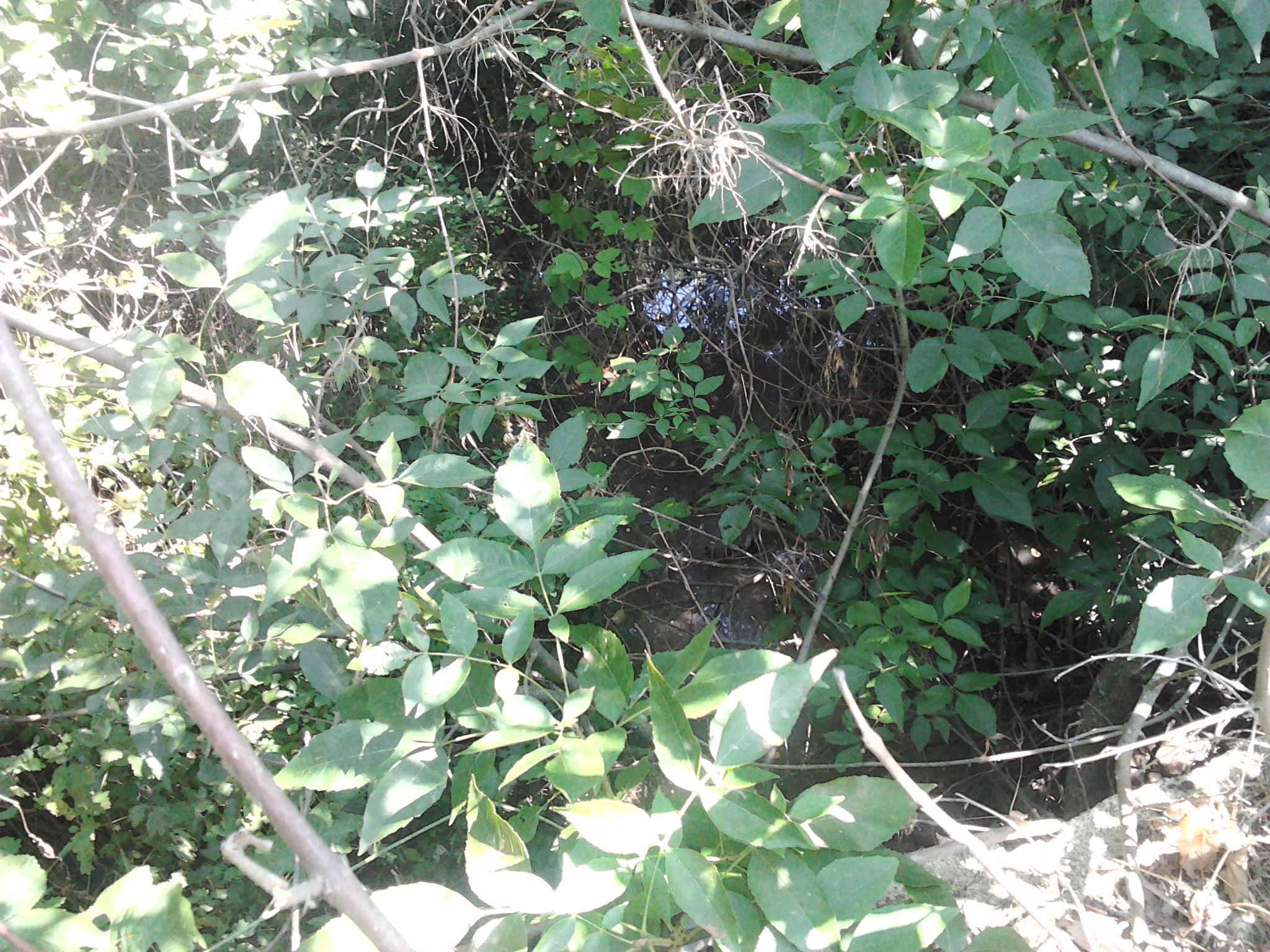
Az Ostoros-patak alacsony vízállásnál, 2014 júliusában

- Ostoros-Novaji gyepek helyi jelentőségű védett természetvédelmi terület
- Bükki Nemzeti Park

## Part menti települések
A patak menti két faluban és egy városban összességében több, mint 20 000 fő lakik. Az Ostoros-patak mentén elhelyezkedő települések a következők:
- Ostoros
- Mezőkövesd
- Mezőszemere